# 环丁砜
环丁砜又名四氢噻吩-1,1-二氧化物，为无色透明液体，是一种优良的非质子极性溶剂，可与水、丙酮、甲苯等互溶。也是石油化工上芳烃抽提工艺中的理想试剂。